# Akkrediteringsinstitutionen
Danmarks Akkrediteringsinstitution blev ved lov oprettet som en uafhængig institution i 2007, dengang under navnet ACE Denmark. Institutionen bidrager til at skabe et gennemsigtigt og sammenhængende uddannelsesmarked til gavn for både studerende, uddannelsesinstitutioner og arbejdsmarked. Det sker gennem akkrediteringer af både uddannelsesinstitutioner og enkelte uddannelsesinstitutioner, hvor kvalitet og relevans er i fokus. I forbindelse med den nye akkrediteringslov, der trådte i kraft den 1. juli 2013, fik Danmarks Akkrediteringsinstitution sit nuværende navn. Samtidig blev institutionsakkrediteringer indført, og Danmarks Akkrediteringsinstitution blev faglig operatør på akkrediteringsopgaven knyttet til alle videregående uddannelsesinstitutioner. Tidligere havde institutionen alene akkrediteret universitetsuddannelser.
Både institutions- og uddannelsesakkrediteringer gennemføres af Danmarks Akkrediteringsinstitution i samarbejde med at panel af eksperter, der er nedsat så panelmedlemmernes profiler matcher den uddannelse eller institution, der skal akkrediteres. Forløbet munder ud i en akkrediteringsrapport, der indeholder en afdækning af kvalitet, kvalitetssikring og relevans på uddannelsen eller uddannelsesinstitutionen. Rapporten danner herefter beslutningsgrundlag for afgørelsen om akkreditering, der træffes af Akkrediteringsrådet som selvstændig enhed og beslutningsmyndighed.

## Akkrediteringsrådet
Akkrediteringsrådet har ni medlemmer og består af en formand samt otte medlemmer, hvoraf to er studenterrepræsentanter. Tilsammen har rådet en bred viden og erfaring inden for kvalitetssikring, videregående uddannelse, forskning, udviklingsbasering og arbejdsmarkedsforhold for dimittender. Derudover skal mindst et medlem have international erfaring med akkreditering. Per B. Christensen tiltrådte som formand for Akkrediteringsrådet i januar 2014. Næste udpegningsperiode begynder i januar 2018. 
Uddannelses- og forskningsministeren udpeger formanden og de resterende medlemmer med undtagelse af de to studenterrepræsentanter. De udpeges i stedet efter indstilling fra de studerendes repræsentanter i bestyrelser og råd for videregående uddannelsesinstitutioner under Uddannelses- og Forskningsministeriet. Formanden og medlemmerne kan højest sidde i rådet i otte år fordelt på to udpegningsperioder. De to studenterrepræsentanter kan dog højest sidde i rådet i to år fordelt på to udpegningsperioder.
Akkrediteringsrådet træffer afgørelse om akkreditering af udbud, uddannelser og uddannelsesinstitutioner. Rådets afgørelser træffes på baggrund af en faglig helhedsvurdering og indstilling samt rapport udarbejdet af Danmarks Akkrediteringsinstitutions konsulenter fra følgende to områder: Professions-, erhvervsrettede og maritime institutioner (PEM) og Universiteter og kunstneriske institutioner (UNIK). Akkrediteringsrådets sekretariat er organisatorisk placeret i Danmarks Akkrediteringsinstitution.
Alle Akkrediteringsrådets afgørelser samt forretningsorden, mødedatoer og præsentation af medlemmerne er offentligt tilgængelige på rådets hjemmeside: www.akkrediteringsraadet.dk

## Operatører

### Danmarks Akkrediteringsinstitution
Danmarks Akkrediteringsinstitution er en faglig operatør, der akkrediterer alle videregående uddannelser, udbud og uddannelsesinstitutioner. Akkrediteringsinstitutionen er en uafhængig institution under Uddannelses- og Forskningsministeriet, der består af fire sekretariater og en direktør:
Område for Universiteter og Kunstneriske Institutioner (UNIK) faciliterer akkrediteringer af universiteter og de kunstneriske institutioner samt uddannelser og udbud ved disse.  
Område for Professions-, Erhvervsrettede og Maritime Institutioner (PEM) faciliterer akkrediteringer af professionshøjskoler, erhvervsakademier og maritime uddannelsesinstitutioner samt uddannelser og udbud ved disse.
Område for Rådsbetjening og analyse betjener Akkrediteringsrådet i forhold til møder og afgørelser. Derudover faciliterer sekretariatet rådets kontakt med Akkrediteringsinstitutionen og øvrige interessenter samt udarbejder tværgående analyser af uddannelsesområdet, koordinerer brugen af nøgletal og varetager rådets afgørelsesdatabase.
Ledelsessekretariatet understøtter de øvrige sekretariaters arbejde og varetager økonomistyring samt intern og ekstern kommunikation for både Akkrediteringsinstitutionen og rådet.
De to faglige sekretariater, UNIK og PEM, udarbejder en turnusplan for de respektive områders akkrediteringer. Sekretariaterne sammensætter desuden ekspertpaneler, der kommer i høring ved uddannelsesinstitutionen inden akkrediteringen går i gang, arrangerer besøg i forbindelse og udarbejder de relaterede akkrediteringsrapporter med indstilling om afgørelse til Akkrediteringsrådet.

## Akkreditering som metode
Akkreditering er en metode til at sikre om en uddannelse, et uddannelsesudbud eller en institution lever op til en række kriterier for kvalitet og relevans. I Danmark skal alle nye videregående uddannelser og udbud akkrediteres, før de kan blive oprettet. Har den udbydende uddannelsesinstitution allerede en positiv institutionsakkreditering, kan den dog frit oprette nye uddannelser og udbud, når de er godkendt i Uddannelses- og Forskningsministeriets prækvalifikation.

### Kriterier for kvalitet
I Danmark akkrediteres uddannelser, udbud og institutioner ud fra en helhedsvurdering baseret på faste, lovbestemte kvalitetskriterier. Der skelnes mellem institutionsakkreditering og uddannelsesakkreditering.

Uddannelsesakkreditering foretages på baggrund af fem lovbestemte kriterier:
1) Behov og relevans (vurderes kun af Danmarks Akkrediteringsinstitution, når der er tale om en 
eksisterende uddannelse, da relevans-vurderingen ved akkreditering af nye uddannelser foretages i regi af Uddannelses- og Forskningsministeriets prækvalifikation)
2) Videngrundlag
3) Mål for læreringsudbytte
4) Tilrettelæggelse og gennemførsel
5) Intern kvalitetssikring og kvalitetsudvikling

Institutionsakkreditering foretages på baggrund af fem lovbestemte kriterier:
1) Kvalitetssikring og kvalitetsstrategi
2) Kvalitetsledelse og organisering
3) Uddannelsernes videngrundlag
4) Uddannelsernes niveau og indhold
5) Uddannelsernes relevans

### Afgørelser på akkreditering
En uddannelsesakkreditering kan resultere i tre forskellige afgørelser:
1) Positiv akkreditering- Uddannelsen godkendes i op til seks år.
2) Betinget positiv akkreditering - Uddannelsen får op til to år til at rette op på de problematiske forhold. Herefter skal den genakkrediteres. Nye uddannelser og udbud kan ikke få en betinget positiv akkreditering, men kan alene godkendes eller få afslag.
3) Afslag på akkreditering - Uddannelsen lukkes, hvis det er en eksisterende uddannelse. Uddannelses- og Forskningsministeren har herefter ansvar for at fastsætte en plan for, hvordan allerede optagne studerende kan færdiggøre deres uddannelse på hensigtsmæssig vis.  Nye uddannelser eller udbud kan ikke oprettes, hvis de får afslag på akkreditering.

En institutionsakkreditering kan resultere i tre forskellige afgørelser:
1) Positiv akkreditering - Institutionen får mulighed for at oprette nye uddannelser og uddannelsesudbud, når disse er prækvalificeret og godkendt, samt foretage justeringer af eksisterende uddannelser.
2) Betinget positiv akkreditering - Alle nye uddannelser og uddannelsesudbud skal uddannelsesakkrediteres inden oprettelse, og der skal lægges en plan for opfølgning ved en genakkreditering inden for to år.
3) Afslag på akkreditering - Uddannelsesinstitutionen kan ikke oprette nye uddannelser eller uddannelsesudbud, og eksisterende uddannelser skal akkrediteres efter en turnusplan.    

## Internationale standarder og netværk
Akkrediteringssystemet i Danmark er baseret på de europæiske standarder og retningslinjer for kvalitetssikring, ESG, der blev godkendt Ved Bologna-ministermødet i 2005 og senest revideret i 2015. Samtidig blev der etableret et særskilt fokus på professionalisering af arbejdet med kvalitetssikring inden for det videregående uddannelsesområde. Standarderne indeholder krav til uddannelsesinstitutionerne, til ekstern kvalitetssikring og til eksterne kvalitetssikringsinstitutioner som Danmarks Akkrediteringsinstitution. 
Danmarks Akkrediteringsinstitution er medlem af en række nordiske, europæiske og globale netværk:
- ENQA, den europæiske sammenslutning af kvalitetssikringsinstitutioner inden for videregående uddannelser. Medlem siden 2010. I 2016 fik Danmarks Akkrediteringsinstitution en positiv ENQA-akkreditering.
- EQAR, det europæiske register for kvalitetssikringsinstitutioner. Medlem siden 2010.
- NOQA, det nordiske netværk for kvalitetssikring af videregående uddannelser.
- INQAAHE, en verdensomspændende sammenslutning af omkring 200 organisationer, der arbejder med teori og praksis inden for kvalitetssikring.
- ECA, en international sammenslutning hvis formål er at analysere og formidle viden baseret på medlemsorganisationernes erfaring og praksis inden for kvalitetssikring. Danmarks Akkrediteringsinstitution har påbegyndt arbejdet med to ECA-projekter.
- DES, Det Danske Evalueringsselskab er et fagligt fællesskab og netværk af professionelle og private personer, der arbejder med evaluering, effektmåling, kvantitative og kvalitative analyser med videre.